# 카이 레오 요하네센
카이 레오 홀름 요하네센(페로어: Kaj Leo Holm Johannesen, 1964년 8월 28일 ~ )은 덴마크 페로 제도의 정치인이자 제12대 페로 제도 총리이다. 그는 과거 페로 제도 통일당의 당수를 지내기도 하였다.
그는 2008년 9월 26일, 요아네스 에이데스고르의 뒤를 이어 취임하여 2015년 9월 15일, 자신의 정당이 2015년 9월 1일에 있던 총선에서 패한 후 퇴임하였다.
그는 과거 페로 제도 축구 국가대표팀의 골키퍼로 활동한 이력이 있다.
그는 2011년 10월 29일에 열린 페로 제도 총선에서 1979표를 받았다. 이는 당시에 페로 제도 의회 후보에게 주어진 가장 많은 투표 수였고, 이 기록은 2015년 총선에서 악셀 V. 요하네센이 2405표를 받으며 기록이 깨지게 되었다. 같은 선거에서 카이 레오 요하네센은 603표를 득표하였다.

## 토르스하운 시의원
카이 레오 요하네센은 1997년부터 2000년 까지 페로 제도 통일당을 대표하여 토르스하운 시의원을 역임하였다.

## 축구 선수 경력
카이 레오 요하네센은 과거 축구 골키퍼로 활동하였으며, 페로 제도 축구 국가대표팀 소속으로 4경기에 출전하였다. 그는 페로 제도의 첫 국제 예선 토너먼트에서 홈경기장으로 사용되었던 스웨덴 란스크로나에서 열린 덴마크와의 UEFA 유로 1992 예선 경기에서 전반전에 교체 투입되며 데뷔전을 치렀다. 그는 1992년 6월 3일 토프티르의 스방가스카르드 경기장에서 열린 최초의 페로 제도 내 국제 축구 경기인 벨기에와의 1994년 FIFA 월드컵 예선 경기를 포함한 다른 A매치 경기에서 풀타임을 소화하였다.
그는 1989년에서 1995년 사이에 있던 A매치 18경기를 후보 선수로 있었고, 대부분의 A매치 경기에서 옌스 마르틴 크누드센에 의해 벤치에 머물렀다.
| 국제 경기 | 국제 경기       | 국제 경기                 | 국제 경기 | 국제 경기 | 국제 경기               |
| #         | 경기 날짜       | 경기장                    | 상대 국가 | 결과      | 대회                    |
| --------- | --------------- | ------------------------- | --------- | --------- | ----------------------- |
| 1         | 1991년 9월 25일 | 란스크로나 IP, 란스크로나 | 덴마크    | 0–4       | UEFA 유로 1992 예선     |
| 2         | 1992년 5월 13일 | 울레볼 스타디온, 오슬로   | 노르웨이  | 0–2       | 친선 경기               |
| 3         | 1992년 6월 3일  | 스방가스카르드, 토프티르  | 벨기에    | 0–3       | 1994년 FIFA 월드컵 예선 |
| 4         | 1992년 6월 16일 | 스방가스카르드, 토프티르  | 키프로스  | 0–2       | 1994년 FIFA 월드컵 예선 |

### 클럽 경력
카이 레오 요하네센은 1984년부터 1998년까지 페로 제도의 최강 클럽 중 하나인 HB 토르스하운에서 주전 골키퍼로 활약하였고, 2004년 은퇴 전까지 후보 선수로서 가끔씩 출전하였다. 그는 1988년, 1990년, 1998년에 페로 제도 리그 우승을 경험하였다.

## 핸드볼 선수 경력
카이 레오 요하네센은 과거 핸드볼 선수로 활동한 경력이 있다. 그는 킨딜에서 163경기를 출전하여 625골을 기록하였다.